# McKenzie Lee
Pour les articles homonymes, voir Lee.
McKenzie Lee, née Paula McQuone le 16 mai 1979 à Leicester, est une actrice de films pornographiques britannique.

## Biographie
Lee a souvent affirmé que sa mère était "always very sexually open" ("toujours très ouverte sexuellement") et qu'elle était "nymphomaniac" ("nymphomane"). Elle a aussi dit de son père qu'il était "a very well-to-do straight-laced kind of guy" ("traduction") et que "raised me ever since I was kinda five years old" ("il l'a élevée depuis l'âge de 5 ans").
Elle commença à se produire dans les clubs de striptease à Birmingham, puis par la suite à Londres. Elle travailla comme stripteaseuse pendant six ans en tout. Un temps, elle fut aussi pom-pom girl pour le Leicester City FC
Lee commença par tourner dans des films pornographiques en Europe, notamment avec Private et "almost everyone in the UK that's worth anything to work for" ("presque tout le monde au Royaume-Uni avec qui ça valait le coup de travailler"). Au départ, elle ne tournait que dans des scènes lesbiennes, puis elle commença à tourner des scènes avec son petit-ami du moment, Marcus London, puis avec d'autres hommes.
Elle fut engagée par Plaboy UK et anima l'émission Night Callers et l'émission Babe Cast, une émission sur diffusée sur le satellite au Royaume-Uni. Lee partit alors pour les États-Unis et fit sa première apparition dans Night Calls lors de la New Years' Eve 2005, puis fut intervieweuse pour Playboy lors de l'édition 2005 des AVN Awards. C'est ici qu'elle rencontra Jenna Jameson.
Son premier film américain fut Raw and Uncut Berlin (un film tourné dans la capitale allemande). Ses premiers films tournés sur le sol américain furent Jack's Playground 28 et Jack's Teen America Mission 9. Lee signa un contrat d'exclusivité avec Club Jenna le 22 mars 2005, trois semaines après avoir commencé à travailler aux États-Unis.
Lee remporta l'AVN Best New Starlet Award 2006. Elle vit avec Christopher Dancel, et annonça qu'elle était enceinte de son premier enfant à la mi-2006.
En 2010 elle joue une scène anal dans "Lex the Impaler 5" avec Lexington Steele et dans les films style MILF.
Dans une interview en Avril 2011, elle reconnait qu'elle pratique la sodomie plusieurs fois par jour.

## Récompenses et nominations
- 2006 : AVN Best New Starlet Award[5]
- 2007 : AVN Award nommée, 
  - Best Oral Sex Scene - Film for: Jenna's Provocateur (2006) (V)
  - Most Outrageous Sex Scene for: Jack's Teen America: Mission 9 (2005)
  - Best Anal Sex Scene - Film for: Jenna's Provocateur (2006) (Marco Banderas, Ben English, Scott Nails)

## Filmographie sélective
- My First Sex Teacher 32341 (2024), naughtyamerica.com
- Perfect Fucking Strangers 31699 (2023), naughtyamerica.com
- Mckenzie Lee Works Her Deepthroat Skills (2022), penthousegold.com
- MILF Bombshell Mc Kenzie Lee Sucks and Fucks After Photoshoot (2021), rawattack.com
- My First Sex Teacher 26506 (2021), naughtyamerica.com
- Perfect Fucking Strangers 1 (2021), Pure Play Media
- Perfect Fucking Strangers 26155 (2020), naughtyamerica.com
- Cabbie Enjoys His Fantasy Fuck (2016), fakehub.com
- Deep Throat This 74 (2016), Pure Play Media
- Mckenzie Lee Solo (2015), cherrypimps.com
- Hard Passion (2014), Porn Fidelity
- Mckenzie Lee Live (2013), cherrypimps.com
- MILF Bitches (2010),  Evil Angel
- MILF Invasion (2010), John Strong Productions
- Mom's Cuckold 4 (2010), Reality Junkies
- Cougar Street (2010)
- Brother Load 2 (2010), Jules Jordan Video
- Lex the Impaler 5  (2010), Jules Jordan Video
- Anal Acrobats 5 (2010), Evil Angel
- Cheating Housewives 7 (2010) Smash Pictures
- Assploitations 10 (2009), Mayhem
- ASStravaganza (2005), Digital Sin
- Private Chateau 1: The Struggle for Power (2005, Private)
- Private Chateau 2: A Shady Past (2005, Private)
- Private Chateau 3: Secrets of the Land (2005, Private)
- Jack's Playground 27 (2005, Digital Playground)
- Jack's Playground 28 (2005, Digital Playground)
- Virtual Sex with …
- My Plaything: McKenzie Lee (2006, Digital Sin)
- McKenzie Made (2006, Club Jenna)
- Krystal Therapy (2006, Club Jenna)
- McKenzie Illustrated (2006, Club Jenna)
- The Provocateur (2006, Club Jenna)
- Altered Minds (2006, Club Jenna)
- Dirty Toy Story 1, 2 (2004), Doll Theatre
- Cum Swappers 2 (2004), Hustler Video